# グレーフェンドルフ
グレーフェンドルフ (ドイツ語: Gräfendorf) は、ドイツ連邦共和国バイエルン州ウンターフランケン行政管区のマイン＝シュペッサルト郡に属す町村（以下、本項では便宜上「町」と記述する）である。この町はシュペッサルト山地とレーン山地との移行部にあたるフレンキシェ・ザーレ川の谷に位置している。

## 地理

### 位置
グレーフェンドルフは、ゲミュンデン・アム・マインとハンメルブルクとの間に位置している。この町はドイツで最も人口密度が低い町の一つである。

### 自治体の構成
グレーフェンドルフには8つの集落が存在しており、5つのオルツタイル（行政上の地区）に分けられている。
- グレーフェンドルフ（アイデンバッハーホーフ集落とゼーヴィーゼ集落を含む）
- ミヒェラウ・アン・デア・ザーレ（フルツフルトを含む）
- ションダーフェルト
- ヴァイッカースグルント
- ヴォルフスミュンスター

ゲマルクング（不動産に関する地区区分）も、グレーフェンドルフ、ミヒェラウ・アン・デア・ザーレ、ションダーフェルト、ヴァイッカースグルント、ヴォルフスミュンスターである。

### 隣接する市町村
| ブルクジン | オーメルツ・ウント・ローター・ベルク* | ヴァルトマンスロート （バート・キッシンゲン郡） |
| リーネック |                                       | ハンメルブルク （バート・キッシンゲン郡）       |
|            | ゲミュンデン・アム・マイン            | カルスバッハ                                    |

- 地名の後に「*」があるのは市町村に属さない地区を示す。
- 郡名が明記されていない市町村、地区はいずれもマイン＝シュペッサルト郡に属す。

## 地名

### 語源
この町の名前は、中高ドイツ語の grêve と dorf からなっており、「伯爵の村」を意味する。

### 古い表記
この町は、様々な古地図や史料に以下のような表記で記されている。
| - 1271年 Greuendorf - 1306年 Grefendorf - 1317年 Grauendorf - 1467年 Greffendorff | - 1485年 Grevendorff an der Sale - 1615年 Gräffendorff - 1624年 Gräfendorf |

## 歴史

### 自治体の成立まで
グレーフェンドルフは、テュンゲン男爵領とヴュルツブルクのユリウスシュピタール領の2つの所領に分かれていた。ヴュルツブルクの権利は1803年の帝国代表者会議主要決議によりバイエルンのものとなり、1805年にアシャッフェンブルク侯国領となった。テュンゲン部分は1808年のアシャッフェンブルクの陪臣化によりフランクフルト大公国領となった。1813年にこの村は最終的にバイエルン王国領となった。バイエルンの行政改革に伴う1818年の市町村令により現在の自治体が形成された。

### 町村合併
1978年5月1日、それまで独立した町村であったミヒェラウ・アン・デア・ザーレ、ションダーフェルト、ヴァイッカースグルント、ヴォルフスミュンスターがこの町に合併した。

## 住民

### 宗教
ヴォルフスミュンスター地区のカトリック聖ヴォルフガング教区は、ザーレタール下流域全域の母教会区である。802年にフルダ修道院のバウグルフ修道院長が僧坊を建てたのがその起源である。ヴォルフスミュンスター教区は、ミヒェラウの聖マルティン教会、ションダーフェルトの聖ラウレンティウス教会、ヴァイッカースグルントの洗礼者聖ヨハネ教会、アッシェンロートのバイエルンを守護する聖母教会、ザイフリーツブルクの聖ヤコブス教会を支部教会としている。アッシェンロートとザイフリーツブルクは行政上はゲミュンデン・アム・マイン市に属している。グレーフェンドルフでは、独立した教区である聖守護天使教会区が1408年に成立した。1966年から1967年に新しい教区教会が建設された。ヴォルフミュンスター教区とグレーフェンドルフ教区はヴュルツブルク司教区カールシュタット首席司祭区に属している。
グレーフェンドルフもヴァイッカースグルントも宗教改革の時代にはテュンゲン領に属しており、16世紀前半にルター派に改宗した。領主が替わった後、両集落は再びカトリック化された。グレーフェンドルフでは1677年に再びカトリックの礼拝が行われるようになった。ミヒャエリス教会を有するグレーフェンドルフ福音主義ルター派教会は1952年から現在のゲミュンデン・アム・マイン教会区に、復活教会を有するヴァイッカースグルント福音主義ルター派教会は1961年にヘルリヒ教会区に属した。両教会区はバイエルン福音ルター派教会のロール監督管区に属している。ヴァイッカースグルントに独自の福音主義教会が建設されたことで、それまでの教会の共同使用は解消された。

### 人口推移
1988年から2018年までの間にこの町の人口は1,437人から1,351人へ86人、約 6 % 減少した。
- 1961年: 1,730 人[5]
- 1970年: 1,729 人[5]
- 1987年: 1,452 人
- 1991年: 1,576 人
- 1995年: 1,595 人
- 2000年: 1,554 人
- 2005年: 1,458 人
- 2010年: 1,368 人
- 2015年: 1,395 人

## 行政
この町は、ゲミュンデン・アム・マイン行政共同体に加盟している。

### 議会
この町の町議会は、12議席で構成されている。

### 首長
この町の町長は、ヨハネス・ヴァーゲンファール (CSU) である。

### 紋章
図柄: 上下二分割。上部は青地で銀の斜め帯の中に3つの青いリングが並んでいる。下部はさらに赤地と金地に上下二分割その中央に逆側の色で塗り分けられた水車の輪が描かれている。

## 経済と社会資本

### 経済構造
公式統計によれば、2018年にこの町には、合計121人の社会保険支払い義務のある就労者が働いていた。このうち製造業に36人、商業、交通業、宿泊業に56人が従事していた。この町に住む社会保険支払い義務のある就労者は合計550人であった。2016年には28人が農業に従事しており、農業用地の面積は 820 ha、このうち 516 ha が耕作地で、304 ha が放牧地などの緑地である。

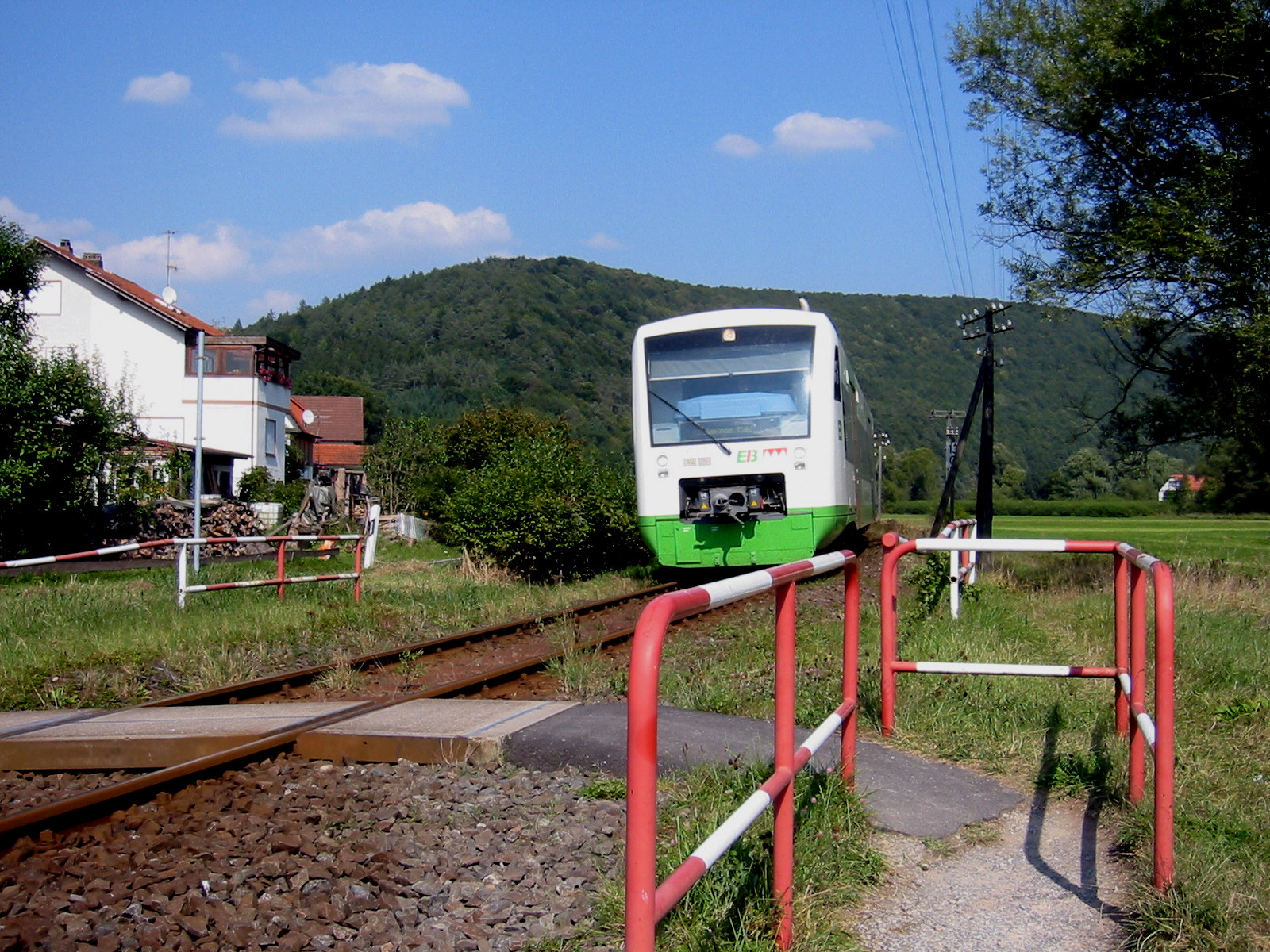
グレーフェンドルフ付近を走行するウンターフランケン＝シャトルの車両

### 交通
グレーフェンドルフとヴォルフスミュンスター、ミヒェラウ、ヴァイッカースグルントはザーレタール鉄道沿線に位置しており、エアフルター鉄道が1時間ごとに（運行間隔はいくぶん変動する）近代的なウンターフランケン＝シャトル列車を運行している。グレーフェンドルフとションダーフェルトとの間に完成しなかった帝国アウトバーン46号線の石柱が建っている。この柱は現在、登攀壁として利用されている。

### 教育
1999年現在、以下の教育施設がある。
- 幼稚園: 定員43人に対して園児は34人[12]
- グレーフェンドルフ基礎課程学校: 教員数4人、生徒数64人[13][14]

## 文化と見所

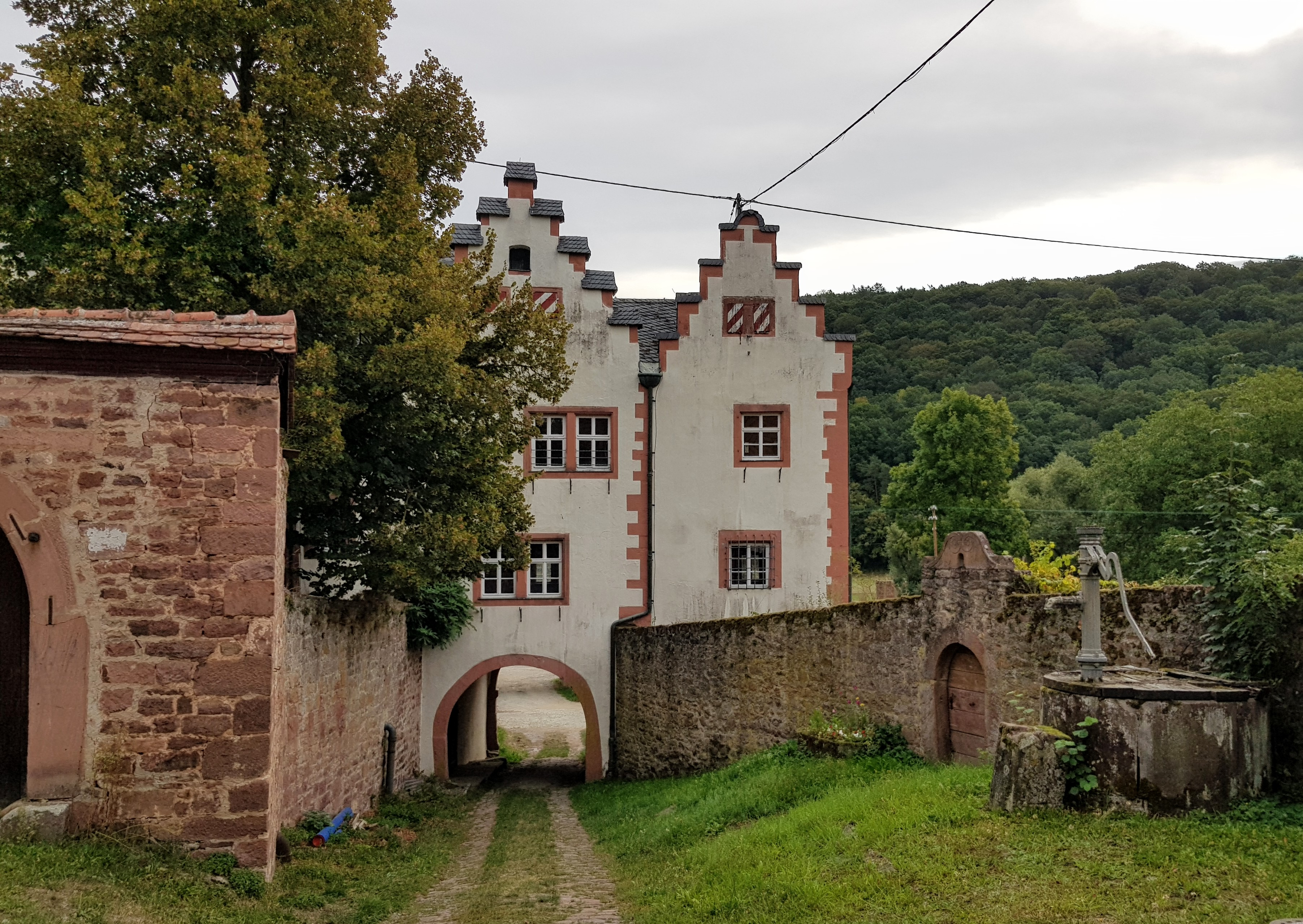
ヴォルフスミュンスターの城館

### 建築
- ミヒェラウ、ションダーフェルト、ヴォルフスミュンスターのバロック教会
- ヴァルフスミュンスターの1584年に建造されたテュンゲン家の城館
- ゼーヴィーゼ城

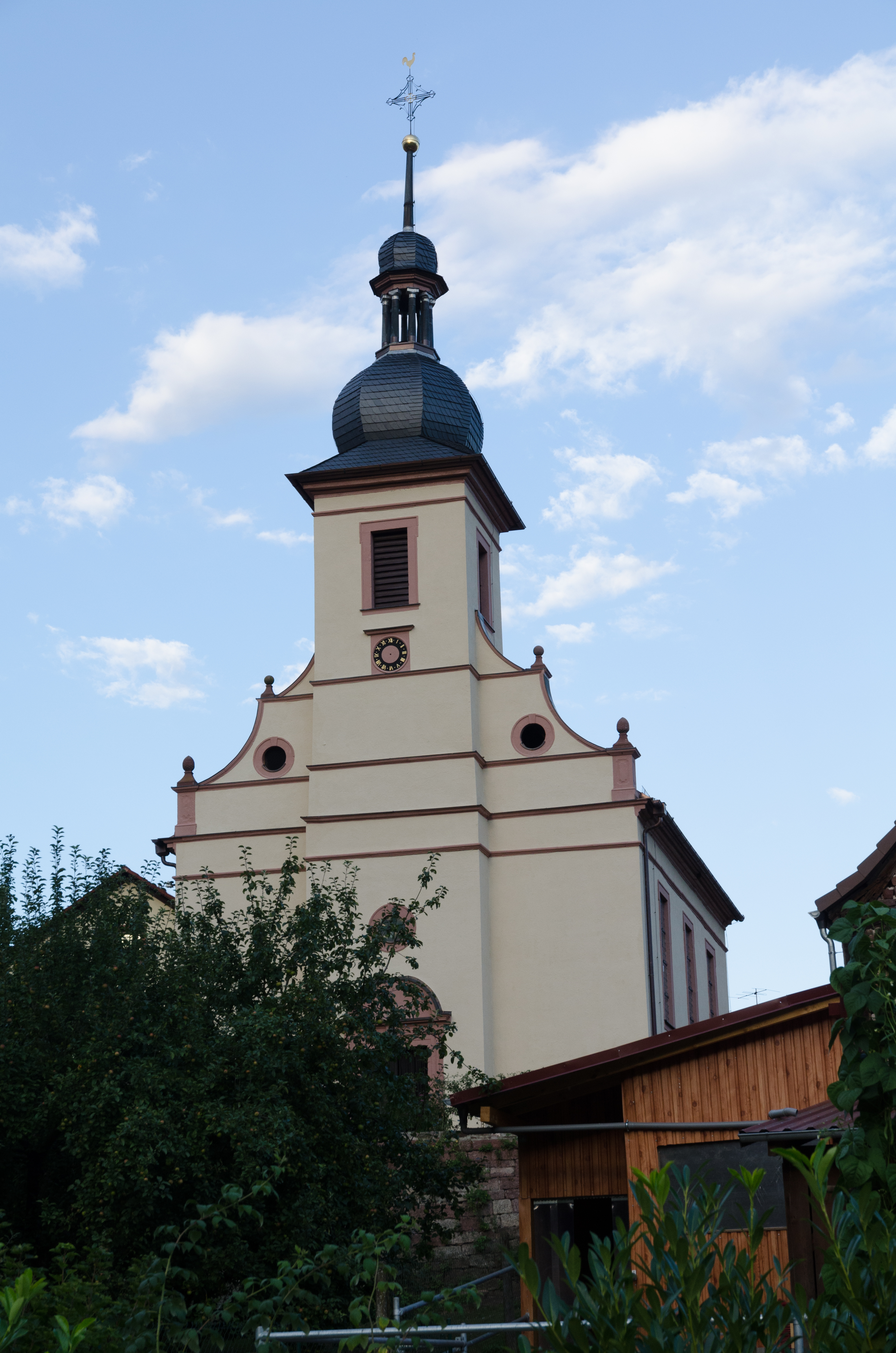
ションダーフェルトの聖ラウレンティウス教会
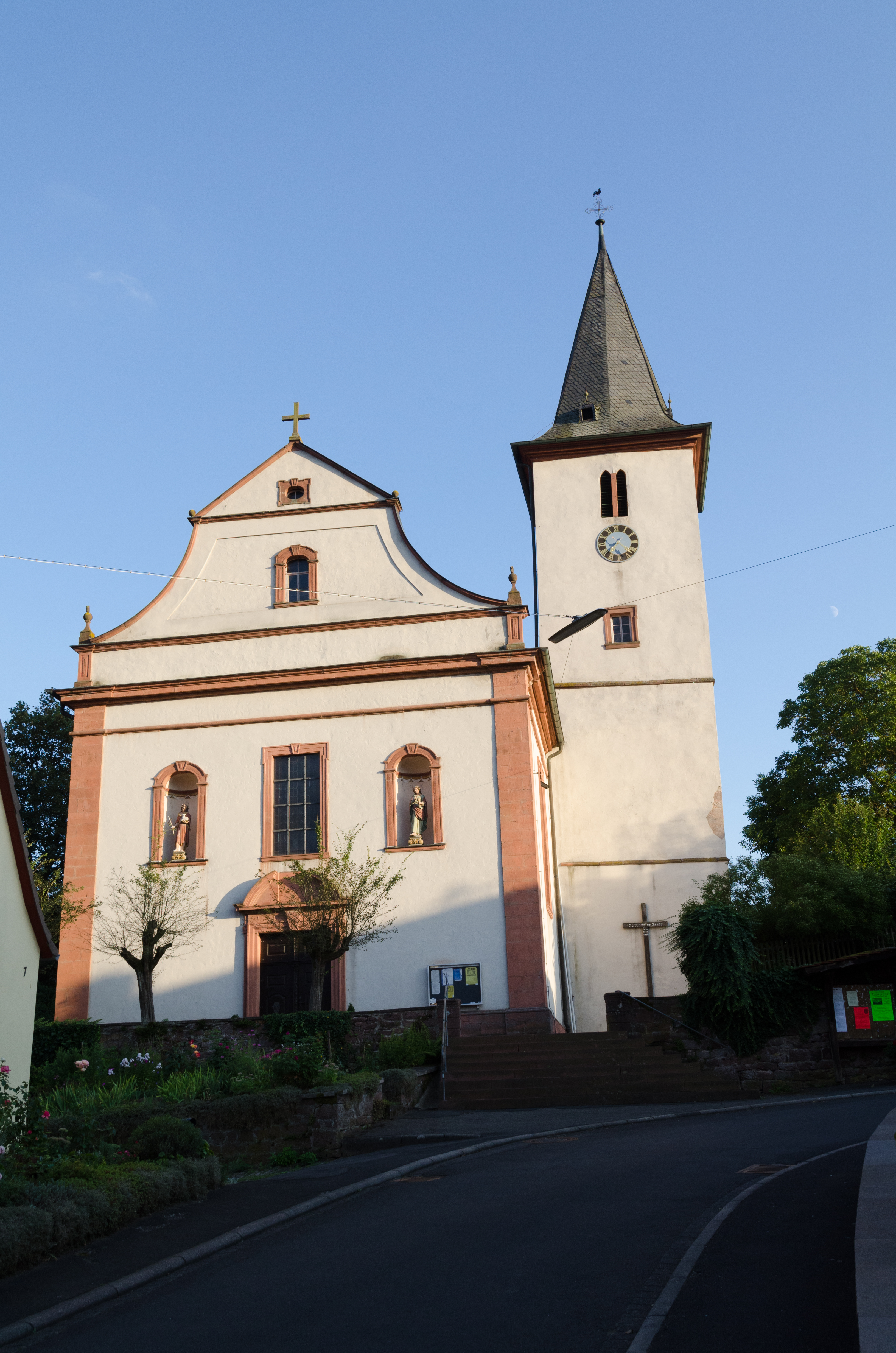
ヴォルフスミュンスターの聖ヴォルフガング教会

### クラブ、協会、団体
- SV 1921 グレーフェンドルフ e.V.
- 1. JFG ザーレタール 04 e.V.
- グレーフェンドルフおよびミヒェラウの音楽クラブ
- グレーフェンドルフ、ミヒェラウ、ションダーフェルト、ヴァイッカースグルント、ヴォルフスミュンスターの消防団